# San Bartolomé (políptico de 1472)
San Bartolomé es una pintura al temple y oro sobre tabla de 28 x 15,5 cm, de Carlo Crivelli, datada en 1472 y conservada en la Pinacoteca del Castillo Sforzesco de Milán. Formaba parte probablemente del Políptico de 1472. 

## Historia
El políptico, probablemente en origen en la iglesia de Santo Domingo de Fermo, fue desmembrado poco antes de 1834, y los paneles dispersados en el mercado anticuario. El San Bartolomé se encontraba junto con el San Juan Evangelista en la colección Castelbarco y fue donado al ayuntamiento de Milán por Giuseppe Levis. La atribución a Crivelli es prácticamente unánime (Berenson, Rushforth, Borenius y subsiguientes, con la sola excepción de Geiger).
La reconstruida predela con otros cuatro compartimentos (Filadelfia, New Haven, Milán y Ámsterdam) es asignada al políptico de 1472 si bien con alguna incertidumbre debida a la ausencia de documentación. 

## Descripción y estilo
En el panel arqueado, que debía estar en la mitad izquierda, san Bartolomé es presentado de medio cuerpo mientras se inclina suavemente hacia la derecha y adelante, sujetando un libro contra el pecho con la izquierda y con la derecha alzando suavemente el instrumento de su martirio, un cuchillo afilado con el cual fue desollado vivo. Expresivas las manos: la izquierda separa de manera acentuada el pulgar de los otros dedos, la derecha deja el meñique elegantemente levantado del mango del cuchillo.  
Notable es la individualización fisonómica y expresiva del rostro, que aparece concentrado dirigiendo la atención hacia la izquierda pero abriendo los labios como si estuviera hablando con la figura del panel del otro lado.